# Ciencia ficción china
La ciencia ficción china (en chino tradicional : 科學 幻想, chino simplificado : 科学 幻想, pinyin : kēxué huànxiǎng, comúnmente abreviado como 科幻 kēhuàn, literalmente fantasía científica) es un género de literatura que tiene que ver con hipotéticos desarrollos sociales y tecnológicos futuros en la Sinoesfera (el mundo chinoparlante).

## China continental

### Dinastía Qing tardía
La ciencia ficción en China se popularizó inicialmente por medio de traducciones de autores occidentales durante la dinastía Qing tardía por parte de proponentes de la modernización al estilo occidental tales como Liang Qichao y Kang Youwei, que la veían como una herramienta para estimular la innovación tecnológica y el progreso científico.
Liang Qichao se convirtió en uno de los primeros y más influyentes defensores de la ciencia ficción en chino con su traducción de Dos años de vacaciones de Julio Verne al chino clásico (con el nombre de Quince pequeños héroes).
En 1903, Lu Xun, quien se haría famoso posteriormente por sus ensayos y cuentos oscuramente satíricos, tradujo De la tierra a la luna y Viaje al centro de la tierra de Julio Verne del japonés al chino clásico (en el estilo zhang wei ban tradicional y añadiendo notas expositivas) mientras estudiaba medicina en el Instituto Kobun (弘文 學院 Kobun Gakuin ) en Japón. Siguió traduciendo muchas de las historias clásicas de Verne y de H. G. Wells, popularizándolas a nivel nacional a través de publicaciones periódicas.
Se cree que la obra más antigua de ciencia ficción original en chino es la novela inconclusa Colonia Lunar (月球 殖民地 小說), que fue publicada en 1904 por un autor desconocido escribiendo bajo el seudónimo de Viejo Pescador del Río Recóndito (荒 江 釣叟). La historia trata sobre Long Menghua, un hombre que huye de China junto con su esposa tras asesinar a un funcionario del gobierno que acosaba a la familia de su esposa. El barco en el que escapan se hunde en un accidente y su esposa desaparece. Long, sin embargo, es rescatado por Otoro Tama, el inventor japonés de un dirigible que lo ayuda a ir al sudeste asiático en busca de su esposa. Luego se unen a un grupo de artistas marciales anti-Qing para poder rescatarla de las manos de bandidos. Cuando deciden que las naciones del mundo son demasiado corruptas, viajan todos a la luna y establecen allí una nueva colonia.
- 1902 Xin Zhongguo weilai ji
- 1908 New Era (novela)
- 1910 Xin Zhongguo

### Era republicana
Tras el colapso de la dinastía Qing en 1911, China atravesó por una serie de dramáticos cambios sociales y políticos que afectaron al género de la ciencia ficción enormemente. Tras el Movimiento del cuatro de mayo en 1919, el chino vernáculo escrito empezó a reemplazar al chino clásico como el idioma escrito de China continental, además de las comunidades de habla china por todo el mundo. El primer periódico puramente literario de China, Bosque de Historias (小說 林), fundado por Xu Nianci, no solo publicaba ciencia ficción traducida, sino también ciencia ficción original como Nueva Caracola Sr. Tan (新 法螺 先生 譚). Entretanto, Lao She usaba la ciencia ficción con el propósito de hacer crítica social en su novela de ciencia ficción País de gatos, que también se publicó durante este período.

### República Popular de China

#### 1949-1966
Tras la guerra civil china (1945-1949) y el establecimiento de la República Popular China en la China continental, las obras promoviendo los valores del realismo socialista inspirado en la ciencia ficción soviética se hicieron más comunes a la vez que otras obras eran suprimidas. Con todo, se escribieron muchas obras originales durante este tiempo, en particular aquellas con un enfoque de "ciencia popular" dirigidas a popularizar la ciencia entre los lectores más jóvenes y a promover el "maravilloso futuro socialista" del país. Zheng Wenguang es particularmente conocido como el 'padre de la ciencia ficción china' por sus escritos de este período y hasta el comienzo de la Revolución Cultural (1966-1976) cuando la impresión de literatura que no fuera revolucionaria fue suspendida.

#### 1978-1983
Muy poca literatura se imprimió durante la Revolución Cultural y en consecuencia la ciencia ficción esencialmente desapareció en China continental. Sin embargo, tras el Congreso Nacional de Ciencias que se llevó a cabo en marzo de 1978 y que había sido convocado por el Comité Central y el Consejo de Estado bajo la proclama de que "la primavera de la ciencia ha llegado", se generó un mayor entusiasmo por la ciencia popular (y de paso la ciencia ficción), con la publicación de la novela infantil Los viajes al futuro de Xiao Lingtong (《小灵通 漫游 未来》) de Ye Yonglie, el mismo año en que el Congreso Nacional de Ciencias de 1978, marcara un renacimiento de la literatura de ciencia ficción en China.[cita requerida]
En 1979, la revista Literatura Científica (《科学 文艺》) empezó a publicar traducciones y ciencia ficción original, y Zheng Wenguang se dedicó una vez más a escribir ciencia ficción durante este período. Tong Enzheng escribió Rayo de la muerte en una isla de coral, que luego se adaptó para convertirse en la primera película de ciencia ficción de China. Otros escritores importantes de este período son Liu Xingshi, Wang Xiaoda y el autor de Hong Kong I Kuang. En su monografía, Rudolf G. Wagner afirma que durante este breve renacimiento de la ciencia ficción en China, los científicos usaban el género para describir simbólicamente la posición política y social que la comunidad científica deseaba tras su propia rehabilitación.
Esta rehabilitación sufrió un revés durante la Campaña anticontaminación espiritual (1983-1984), durante la cual Biao Qian llamó a la ciencia ficción "contaminación espiritual". Esto llevó a que autores como Ye Yonglie, Tong Enzheng, Liu Xingshi y Xiao Jianheng fueran condenados por difamación y que la publicación de ciencia ficción en China continental fuera una vez más prohibida de manera indefinida.

#### 1991-presente
En 1991, Yang Xiao, para entonces director de la revista Arte y Literatura Científica, la cual había sobrevivido a la prohibición de la ciencia ficción durante la década de 1980 cambiando su nombre a Historias Extrañas y publicando obras de no ficción, decidió organizar una convención de ciencia ficción en Chengdu, Sichuan. No solo fue ésta la primera convención internacional de ciencia ficción celebrada en China continental, sino que también fue el primer evento internacional celebrado en China desde las protestas estudiantiles de 1989. Literatura Científica cambió su nombre a Mundo de la Ciencia Ficción (《科幻 世界》) y, para mediados de la década de 1990, había alcanzado una circulación máxima de aproximadamente 400.000. Entre los autores que se destacaron durante la década de 1990 se encuentran Liu Cixin, Han Song, Wang Jinkang, Xing He, Qian Lifang y He Xi . En particular, Liu, Han y Wang se hicieron conocidos popularmente como los "Tres generales de la ciencia ficción china". Como género, la ciencia ficción pasó a primer plano cuando el examen nacional de admisión a la universidad de 1999 incluyó la pregunta de ciencia ficción: "¿Y si se pudieran trasplantar los recuerdos?"
Wang Jinkang es el más prolífico de los tres, habiendo publicado más de 50 cuentos y 10 novelas. Mientras trabajaba como ingeniero de chasis para plataformas petrolíferas, comenzó a escribir cuentos como una manera de entretener a su hijo y enseñarle conceptos científicos, un enfoque que ha mantenido a lo largo de su carrera como escritor. En un artículo que se publicó en la revista bimensual sobre cultura china, El mundo del chino de Commercial Press, Echo Zhao (赵蕾) describe su obra como impregnada de "un sentido de moralidad heroica" que evita la "sombría finalidad" de un futuro apocalíptico, citando como ejemplos clones con protuberancias en los dedos para distinguirlos de los no-clones y robots cuyos corazones explotan cuando desean la vida.
La obra de Liu Cixin ha sido especialmente bien recibida, y su trilogía de los Tres cuerpos (三 体) había vendido más de 500.000 copias en China para finales de 2012. Los libros, que describen una civilización extraterrestre que invade la tierra durante un vasto lapso de tiempo, han sido comparado con las obras de Arthur C. Clarke por el también autor de ciencia ficción Fei Dao, mientras que Echo Zhao describe la obra de Liu Cixin como "exuberante e imaginativa" con un interés particular en la tecnología militar.
Han Song, un periodista, escribe novelas y cuentos oscuramente satíricos que parodian problemas sociales modernos. Su novela 2066: Estrella roja sobre América, que describe una invasión y toma del poder chinas de los Estados Unidos, y su colección de cuentos Subway, que describe abducciones alienígenas y canibalismo en un viaje interminable en tren, han sido elogiados por su sentido de la justicia social. Se le ha citado diciendo: "No es fácil para los extranjeros entender a China y a los chinos. Necesitan desarrollar un entendimiento dialéctico, ver todos los lados, así como nosotros apreciamos el 'yin' y el 'yang'. Espero evitar la tragedia en China y en el mundo con lo que escribo. No creo que los humanos nos hayamos librado de nuestra innata maldad. Simplemente está suprimida por la tecnología. Si hay una chispa de caos, pasará lo peor. Eso se aplica a todas las personas, sean chinas u occidentales. Deberíamos seguir pensando en por qué han sucedido cosas terribles en la historia y no permitir que esas cosas vuelvan a pasar".
Hao Jingfang ganó el premio Hugo al Mejor Relato por Folding Beijing en 2016.
Mientras tanto, en el campo del cine y televisión, obras como la comedia de ciencia ficción Celular Mágico (魔幻 手机) han explorado temas de viajes en el tiempo y tecnología avanzada. El 31 de marzo de 2011, sin embargo, la Administración Estatal de Radio, Cine y Televisión (SARFT) emitió lineamientos que al parecer desalentaban enérgicamente historias de televisión que incluyeran "fantasía, viajes en el tiempo, compilaciones aleatorias de historias míticas, tramas extrañas, técnicas absurdas e incluso que propaguen supersticiones feudales, fatalismo y reencarnación, lecciones morales ambiguas y falta de pensamiento positivo". Sin embargo, incluso con esto gran cantidad de literatura de ciencia ficción relativa a esos temas y elementos se ha publicado desde entonces, y algunas de estas obras han sido compiladas en una antología en inglés por Ken Liu llamada Broken Stars: Contemporary Chinese Science Fiction in Translation (Estrellas rotas: Ciencia ficción china contemporánea en traducción).

## Taiwán
Tras la derrota de la dinastía Qing en la primera guerra sino-japonesa (1894-1895), la isla de Taiwán quedó bajo el dominio soberano del Imperio de Japón, que eventualmente instituyó una política de 'japonización' que desalentaba el uso del idioma y la escritura chinos en Taiwán. Cuando la isla fue cedida a la República de China tras el final de la Segunda Guerra Mundial en 1945, la mayoría de colonos japoneses fueron repatriados a Japón y el KMT, el partido gobernante de la República de China, rápidamente estableció el control de la isla. Esto iba a resultar clave para la supervivencia del gobierno de la República de China, que se vio obligado a trasladar su capital a la isla después de ser derrotado por los comunistas en la guerra civil china. El KMT promulgó una política de rápida sinificación que, combinada con una afluencia de intelectuales provenientes del continente, estimuló el desarrollo de la literatura en idioma chino en Taiwán y, con ella, la ciencia ficción.
Entre los autores taiwaneses de ciencia ficción se incluyen Wu Mingyi (吳明益), Zhang Xiaofeng (張曉風), Zhang Ziguo (张 系 国), Huang Hai (黃海), Huang Fan (黃 凡), Ye Yandou (葉 言 都), Lin Yaode (林燿德), Zhang Dachun (張大春), Su Yiping (蘇逸平), Chi Ta-wei (紀大偉), Hong Ling (洪凌), Ye Xuan (葉 軒), Mo Handu (漠 寒 渡), Yu Wo (御 我) y Mo Ren (莫仁).

## Hong Kong
En chino, el autor de ciencia ficción más conocido de Hong Kong es el prolífico I Kuang, creador de las Wisely Series (衛斯理). Más recientemente, la novela distópica de Chan Koonchung Los años gordos acerca de un futuro no muy lejano de la China continental ha sido comparado con 1984 de George Orwell y con Un mundo feliz de Aldous Huxley. Huang Yi es otro reconocido autor de ciencia ficción y Wuxia cuya novela de viajes en el tiempo Xun Qin Ji (尋秦記) fue adaptada en un popular programa de televisión llamado Un paso al pasado de TVB.

## Malasia
Zhang Cao (張 草) es un autor de ciencia ficción malayo-chino que ha publicado varias novelas en chino.

## Lengua y cultura china en obras de ciencia ficción de otros países
- Los cuentos y la novela Norstrilia (de la que se dice está basada en el clásico chino Viaje al oeste), de Cordwainer Smith, incluyen una raza de 'gente inferior' criada a partir de animales para servir a la humanidad y cuya lucha por la independencia ha sido interpretada como una alegoría del movimiento por los derechos civiles. Alan C. Elms, profesor emérito de psicología de la Universidad de California, Davis, sin embargo, sostiene que la gente inferior se refiere en cambio a los chinos han, que habían sido oprimidos por los conquistadores manchúes durante la dinastía Qing, citando las experiencias del autor trabajando con Sun Yat-sen en su juventud.[13]
- Una traducción al inglés del Tao Te Ching juega un papel importante en la novela postapocalíptica de 1967 de Ursula K. Le Guin, La ciudad de las ilusiones. La novela también describe una raza supuestamente extraterrestre llamada los Shing que suprime el desarrollo tecnológico y social en la Tierra, de manera similar cómo se suprimieron la tecnología e ideas occidentales durante la dinastía Qing tras un período de relativa apertura durante la dinastía Ming cuando se le permitió a misioneros jesuitas como Matteo Ricci vivir y enseñar en China.
- Aunque no es estrictamente ciencia ficción en el sentido de carecer de aberraciones significativas del registro histórico, la serie de ficción histórica de James Clavell <i>The Asian Saga</i> está íntimamente relacionada con el papel que jugó la tecnología moderna en la colisión entre Oriente y Occidente durante los siglos XIX y XX.
- La serie de varios volúmenes Chung Kuo de David Wingrove tiene lugar en una línea de tiempo alternativa en la que la China imperial ha sobrevivido hasta la era moderna y eventualmente se apodera del mundo entero, estableciendo una sociedad futura con una estricta jerarquía racial.
- La novela de Maureen F. McHugh de 1997, China Mountain Zhang, tiene lugar en un futuro alternativo donde Estados Unidos ha atravesado una revolución socialista mientras China se ha convertido en la potencia mundial dominante.
- El programa de televisión estadounidense de 2002 Firefly presenta una futura sociedad basada en el espacio en el año 2517, en la que el chino mandarín se ha convertido en un idioma común.
- La novela de ciencia ficción para adultos jóvenes de 2010 de Cory Doctorow For the Win describe a un granjero de oro (goldfarmer) de Shenzhen, China, que une fuerzas con Leonard Goldberg, un jugador de videojuegos sinófilo que habla chino mandarín y usa el nombre chino 'Wei-Dong', para derrotar a las autoridades continentales y a los jefes granjeros.
- La película estadounidense de 2012 Red Dawn, una reinvención de la película homónima de 1984, tal y como se filmó originalmente, describía la invasión de los Estados Unidos por parte del Ejército Popular de Liberación de la República Popular China a raíz de un impago de los Estados Unidos de la deuda con China. Con la esperanza de poder comercializar la película en China continental, el país de origen del ejército invasor se cambió más tarde a Corea del Norte utilizando tecnología digital, y las referencias en la trama sobre la deuda se eliminaron del corte final de la película.[14]
- El virus informático que da el nombre al el technothriller Reamde de 2011 del autor estadounidense Neal Stephenson,  fue desarrollado por un grupo de granjeros de oro provenientes de China continental y una parte importante del libro tiene lugar en Xiamen, Fujian.
- El prolífico escritor de cuentos chino-estadounidense Ken Liu ha publicado numerosas historias originales de ciencia ficción en inglés con personajes y escenarios chinos, explorando temas de tradición, modernidad, desarrollo y diferencias culturales entre Oriente y Occidente. Dos de sus cuentos también se han publicado en chino y a su vez ha traducido cuentos de Liu Cixin, Chen Qiufan, Xia Jia y Ma Boyong.

## Traducciones al inglés y estudios académicos
Joel Martinsen, un traductor que trabaja para el sitio web Danwei.org, ha promovido la ciencia ficción china en inglés por varios años, tanto en su blog Twelve Hours Later: Literature from the other side of the globe — Chinese SF, fantasy, and mainstream fiction  como también en varios sitios web de Internet, a menudo publicando bajo el nombre de usuario 'zhwj'. Junto con Ken Liu y Eric Abrahamsen, Martinesen tradujo la trilogía de los "Tres cuerpos" de Liu Cixin para la China Educational Publications Import & Export Corporation (CEPIT), con ediciones impresas y digitales de las dos primeras novelas publicadas en la primera mitad de 2013 y de la tercera en 2014.
El segundo número de la revista literaria mensual ¡Jutzpah! editado por Ou Ning contiene una historia en profundidad de la ficción china compilada por Kun Kun bajo el título de Some of Us Are Looking at the Stars, y traducciones de autores chinos de ciencia ficción como Han Song, Fei Dao, Chen Qiufan, o Yang Ping al inglés, además de traducciones al chino de autores de ciencia ficción en inglés como William Gibson, Neal Stephenson, Paolo Bacigalupi y Jeff Noon.
En 2012, la revista de Hong Kong Renditions: A Chinese-English Translation Magazine publicó un número doble especial (Renditions No. 77 y 78 ) centrado en la ciencia ficción, incluyendo obras de principios del siglo XX y principios del siglo XXI. En marzo de 2013, la revista Science Fiction Studies publicó un número especial sobre ciencia ficción china, editado por Yan Wu y Veronica Hollinger.
Tor Books publica la mayoría de las novelas traducidas al inglés en los Estados Unidos, incluida toda la serie de los Tres cuerpos.
También son dignos de mención los artículos sobre ciencia ficción china escritos principalmente por Jonathan Clements para The encyclopedia of science fiction, editada por J. Clute, D. Langford y P. Nicholls.
En otros mercados editoriales europeos, como Italia, muchas traducciones se basan en las versiones en inglés. Si bien en la década de 2010 algunas antologías fueron traducidas del chino al italiano, en 2017 la traducción al italiano de los Tres cuerpos de Liu Cixin se hizo de la versión en inglés de Ken Liu.

## Premios

### Premios Nébula
La Asociación Mundial de Ciencia Ficción China, con sede en Chengdu, estableció los Premios Nébula (en chino 星云奖), que no deben confundirse con los premios Nébula de los EE. UU., en 2010. Se otorgan anualmente a obras de ciencia ficción en idioma chino publicadas en cualquier país. Los ganadores son seleccionados por un jurado compuesto por una lista de nominados determinada por votación pública; en 2013, se dieron más de 30.000 votos por 40 nominados.
Entre los ganadores anteriores se encuentran:
Mejor novela
- 2014: Ruinas del tiempo de Baoshu[22]
- 2013: La marea de desperdicios de Chen Qiufan[21]
- 2012: Quédate conmigo de Wang Jinkang[20]
- 2011: El fin de la muerte (死神 永生) de Liu Cixin[23]
- 2010: Cross de Wang Jinkang y Humanoid Software de Albert Tan[24]

Mejor novela corta
- 2012: Exceso del mundo de Zhang Xiguo[20]
- 2010: no concedido[24]

Mejor cuento
- 2014: "Smart Life" de Ping Zongqi[22]
- 2012: G significa Diosa de Chen Qiufan[20]
- 2011: Rebirth Brick de Han Song[23]
- 2010: Antes de la caída de Cheng Jingpo

### Premios Galaxy
Galaxy es un premio para obras de ciencia ficción y fantasía científica en idioma chino. El premio se adjudicó por primera vez en 1985 y fue organizado exclusivamente por la Science Fiction World Magazine después de su primer año. Antes de 1991, el premio se otorgaba de forma intermitente, para convertirse en un evento anual desde 1991. Se entregó el 27° Galaxy Award y la lista de ganadores se publicó en público.
Entre los ganadores previos se encuentran:
Mejor novela
- 2015: "Tian Nian" (天年) de He Xi

Mejor novela corta
- 2015: "El camino de las máquinas" (機器 之 道) de Jiang Bo
- 2015: "Cuando cae el sol" (太陽 墜落 之 時) de Zhangran

Mejor cuento
- 2015: "Buenas noches, melancolía" (晚安 憂鬱) de Xia Jia
- 2015: "Balin" (巴 鱗) de Chen Qiufan
- 2015: "Yingxu Zhizi" (應 許 之 子) de la Sra. Quanru